# Крайня вулиця (Київ)
Кра́йня ву́лиця — вулиця в Деснянському районі міста Києва, житловий масив Вигурівщина-Троєщина. Пролягає від Братиславської вулиці до перехрестя за вулицями Сержа Лифаря, Меліоративною та Пухівською.
Прилучаються вулиці Богдана Хмельницького та Квартальна.
До парного боку вулиці частково прилягає найбільше у місті Алмазне озеро.

## Історія
Вулиця виникла у 50-ті роки XX століття під назвою Нова. Сучасна назва — з 1957 року (як вулиця, що проходить по краю с. Вигурівщина).
2022 року пропонувалося перейменувати вулицю на честь поета, прозаїка, літературознавця Осипа Мандельштама, проєкт перейменування було відхилено.

## Установи та заклади
- Лісове кладовище (буд. № 3)
- Банкнотно-монетний двір Національного банку України (буд. № 6)